# Gisburn
Gisburn är en by och en civil parish i Ribble Valley i Lancashire i England. Orten har 506 invånare (2001).